# ستيف سبينس
ستيف سبينس (بالإنجليزية: Steve Spence)‏ هو عداء مراثوني أمريكي، ولد في 9 مايو 1962 في هاريسبرج في الولايات المتحدة.

## وصلات خارجية
- ستيف سبينس على موقع الاتحاد الدولي لألعاب القوى (الإنجليزية)
- ستيف سبينس على موقع أوليمبيديا (الإنجليزية)